# Һ
Һ, һ (в Юникоде называется шха) — буква расширенной кириллицы. Обозначает согласный звук [h] (в калмыцком — [ɣ]). Происходит от строчной формы латинской буквы H h.

## Использование
Буква используется в следующих алфавитах:
- В азербайджанском кириллическом алфавите (28-я буква)
- В башкирском алфавите (31-я буква)
- В бурятском алфавите (23-я буква)
- В долганском алфавите (13-я буква)
- В казахском алфавите для заимствованных из арабского слов (31-я буква, к 2025 году алфавит перейдёт на латиницу, а буква будет заменена на латинскую букву Hh[1])
- В калмыцком алфавите (6-я буква)
- В кильдинском саамском алфавите (10-я буква)
- В татарском алфавите (29-я буква)
- В тофаларском алфавите (16-я буква, имеет строчную форму )
- В якутском алфавите (25-я буква)